# Olga Biglieri Scurto
Barbara, właśc. Olga Biglieri Scurto (ur. 15 marca 1915 w Mortarze, zm. 10 stycznia 2002 w Rzymie) – włoska malarka, pilotka, dziennikarka, jedna z pierwszych futurystek, aeropikturystka.

## Życiorys
Urodziła się w Mortarze, w Lombardii, i dorastała na wsi niedaleko Novary, gdzie jej ojciec miał gospodarstwo i gdzie zamieszkała w 1926. Zaczęła malować w wieku 11 lat, równocześnie rozpoczęła też szkolenie na pilotkę. Po opanowaniu nauki szybowania zdobyła licencję pilota w Aeroclub di Cameri w wieku zaledwie 16 lat. Uczęszczała na kursy do Accademia di Brera w Mediolanie. Tam zaczęła malować „odczucia lotu”, przenosząc intensywnymi kolorami na płótno silne emocje odczuwane podczas lotu.
W 1939 wyszła za mąż za poetę i pisarza Ignazio Scurtę. W 1943 Scurto został powołany do wojska, Barbara opiekowała się dziećmi podczas wojny. Jej mąż zmarł w 1954. Po wojnie pracowała jako dziennikarka modowa. Na początku lat 60. prowadziła popularną audycję radiową „Stella Polare” w Rai Radio 1. Na łamach programu udzielała wskazówek dotyczących mody. Pisała też książki dla dzieci.
W 1998 opublikowała autobiografię Barbara dei Colori, wydrukowaną przez Międzynarodowe Centrum Sztuki Antinous.
Zmarła 10 stycznia 2002 w Rzymie. 

## Twórczość

### Futuryzm
Z przyjemnością stwierdzam, że panna Barbara jest genialną malarką-aeropikurystką i z ważnymi obrazami wzięła udział w ostatnim biennale weneckim. [...] Pokładam wielką wiarę w jej talent malarski.
Słowa Filippo Tommaso Marinettiego o twórczości Barbary, 1938.
Biglieri zaczęła tworzyć razem z futurystami, gdy założyciel ruchu, Filippo Tommaso Marinetti, zobaczył jej prace w witrynie sklepowej i zainteresował się nimi. Futuryzm pozwolił artystce połączyć dwie pasje: malarstwo i latanie. Obraz z 1938 L’aeroporto abbranca l’aeroplano znalazł się na 22. biennale weneckim. Jej twórczość jest świadectwem miejsca, które zajmowały malarki w futurystycznym ruchu skupionym wokół obrazu mężczyzny-maszyny, poprzez stworzenie równoległego pojęcia superdonna lub „kobieta-maszyna”. 30 marca 1939 odbyła się jej pierwsza indywidualna wystawa w Broletto. Uczestniczyła w kolejnych edycjach Biennale, a także w Rzymskim Quadriennale i Mostra d’Oltremare w Neapolu. Wystawiała na III Wystawie Związków Zawodowych w Mediolanie w 1941 i ponownie na Biennale w Wenecji w 1942.

### Późniejsza twórczość
Zakup domu w Rzymie w 1959 stworzył warunki do wznowienia działalności artystycznej Barbary. W 1964 spotkała się ze szwedzkim malarzem Göstą Liljeströmem, co dodatkowo zachęciło ją do powrotu do sztuki. W tym czasie artystka dotarła do sedna współczesnych jej problemów: odrzuciła wątek indywidualnej kariery, tworząc grupę roboczą, poszerzając horyzonty w odniesieniu do techniczności awangard w filozofiach Wschodu i uzasadniając krytykę konsumpcjonizmu w najbardziej zaawansowanych formach myślenia społeczno-politycznego, ale przede wszystkim skupiając się na koncepcji powszechnej animacji kultury. Prowadziła cykle badawcze od 1965, towarzyszyły im pogłębione refleksje, które artystka zebrała w multimedialnej pracy podarowanej Uniwersytetowi Narodowemu w Jokohamie.
W 1981 w Rzymie stworzyła pracę Drzewo pokoju, wielką mozaikę rąk i pokojowych haseł o długości 10 metrów, nad którą pracowała przez około 10 lat. Wśród setek odcisków dłoni na płótnie znalazły m.in. dłonie grupy ocalałych z pierwszej bomby atomowej w Hiroszimie (1945), ale także ważnych osobistości włoskich, takich jak Sandro Pertini i Enrico Berlinguer. Praca w 1986 została podarowana Muzeum Pokoju w Hiroszimie.

## Spuścizna
W 2009 jedna z jej prac znalazła się na wystawie Futuriste. Women in art and literature w Casa Italiana Zerilli-Marimò w Nowym Jorku.
W 2015 miasto Novara nazwało jej imieniem ulicę.